# 马尔蒂·吉赫
马尔蒂·吉赫（Martí Guixé，1964年—）是一名西班牙设计师。他常驻于巴塞罗那和柏林两地。马蒂于1985年从西班牙设计学院Elisava的室内设计专业毕业并于1986年在米兰工业设计学院就读工业设计专业。在2001年，马蒂不满足于传统概念上对设计师加诸的种种限制，发起了「前设计师」运动，旨在开创设计新的范畴。

## 概念
马蒂对于「设计即装饰」的概念非常不认同。他的设计更多关于改变人们看待事物的角度和方式，而非对现存事物的重组。对马蒂来说，设计需要持续激发人们对「用」的尺度的审视，并将消费者纳入设计实验的过程中；设计同时需要更多的根植于对当下的体验而非拘泥于旧有的范式。
他通过频繁地使用简单平价的材料，直接迅速的创作过程和短暂的存在周期，展现他设计中摆脱对「物」的执念。

## 设计即平台
对马蒂来说，设计作为拷问，展示和影响当前人类行为的平台是他设计抽象化思考的兴趣落脚点。在这样的平台上，他着重于对消费模式，信息交换以及人们的选择过程进行创作。而这样导致的结果是设计师成为了消费链条中的一环而非思考设计本身对社会的意义。

## 食物设计
马蒂对于迅速，方便获取，同时被大量消费的材料有着极深的洞见。而这使他成为食物设计领域的领军人物。他将食物设计解读为对食物本身，相关行业和消费者的重新思考与设计。他有意规避了食物与人之间的粘稠的原始情感联结。对他来说，食物首先是经过人为设计的可食用的物品；它在本源上并不只是烹饪技术，传统的机械总和。

## 商业案例
马蒂保持了设计商业性与批判性的平衡。他合作的客户有：Alessi, Authentics, Camper, Cha-cha, Chupa Chups, Corraini, DAMM, Danese, Dentsu, Desigual, Drill, Droog Design, Galeria H2O Barcelona, Imaginarium, Kesselskramer, Mediamatic, Magis, Nani Marquina, 罗马电影节, Saporiti Italia, Trico, Vitra, Watx.

## 非商业案例
马蒂的原创设计吸引了很多艺术届的目光。他的作品在各大国际艺术馆中均有展览，例如：現代藝術博物館, Centre Georges Pompidou, 倫敦設計博物館, Centre d'Art Contemporain Genève, National Art Center Tokyo, 法蘭克福應用藝術博物館。

## 出版物
- Fish Futures (ISBN 84-921103-2-5) 1998
- Martí Guixé 1:1 (ISBN 9064504415) 2002
- Food Design (ISBN 84-932554-0-8) 2003
- Context free, including the Kitchen Buildings (ISBN 3-7643-2422-8) 2003
- Martí Guixé, Cook Book (ISBN 9077362045) 2004
- Toy Weapons, user manual (ISBN 88-7570-071-0) 2005
- Don't buy it if you don't need it. All Martí Guixe's Camper Commodityscapes. (ISBN 8460991350) 2007
- Blank Book (ISBN 978-88-7570-137-6) 2007

## 获奖
- INFAD medal of interior design (1985)
- Ciutat de Barcelona Design Price (1999)
- National Design Price of the Generalitat de Catalunya (2007)